# جونز دی
جونز دی (به انگلیسی: Jones Day) یک شرکت حقوقی چندملیتی است که در سال ۱۸۹۳ در کلیولند توسط ادوارد بلندن و ویلیام رایس تأسیس شد. این شرکت بیش از ۲٬۴۰۰ وکیل در ۳۷ دفتر دارد. دفتر مرکزی این شرکت در واشینگتن دی سی واقع است.
درآمد این شرکت در سال مالی ۲۰۱۱ معادل ۱٫۶ میلیارد دلار بود.

## دفاتر
- کلیولند (۱۸۹۳)
- آتلانتا (۱۸۹۰)
- واشینگتن، دی. سی. (۱۹۴۶)
- پاریس (۱۹۷۰)
- لس آنجلس (۱۹۷۳)
- کلمبوس (۱۹۸۰)
- دالاس (۱۹۸۱)
- ارواین، کالیفرنیا (۱۹۸۵)
- هنگ کنگ (۱۹۸۶)
- لندن (۱۹۸۶)
- نیویورک (۱۹۸۶)
- شیکاگو (۱۹۸۷)
- بروکسل (۱۹۸۹)
- پیتسبورگ (۱۹۸۹)
- توکیو (۱۹۸۹)
- تایپه (۱۹۹۰)
- فرانکفورت (۱۹۹۱)
- سیدنی (۱۹۹۸)
- شانگهای (۱۹۹۹)
- مادرید (۲۰۰۰)
- دره سیلیکون (۲۰۰۰)
- میلان (۲۰۰۱)
- سنگاپور (۲۰۰۱)
- هیوستون (۲۰۰۲)
- پکن (۲۰۰۳)
- مونیخ (۲۰۰۳)
- سان فرانسیسکو (۲۰۰۳)
- مسکو (۲۰۰۴)
- سن دیگو (۲۰۰۴)
- دوبی (۲۰۰۹)
- مکزیکو سیتی (۲۰۰۹)
- بوستون (۲۰۱۱)
- جده (۲۰۱۱)
- ریاض (۲۰۱۱)
- سائوپائولو (۲۰۱۱)
- دوسلدورف (۲۰۱۲)
- میامی (۲۰۱۳)
- آمستردام (۲۰۱۳)
- پرت (۱ آوریل ۲۰۱۴)